# آرتامت
آرتامت (به ارمنی: Արտամետ) یک روستا در ارمنستان است که در استان آرماویر واقع شده‌است.  در  کیلومتری شمال آرماویر، مرکز استان آرماویر واقع شده است.

## خصوصیات
آرتامت ۰٫۳۳ کیلومترمربع مساحت و ۱۷۲ نفر جمعیت دارد و در ارتفاع  متر بالاتر از سطح دریا قرار گرفته است.